# Łańcuch Korwina
Łańcuch Węgierski Korwina (węg. Magyar Corvin-lánc) –  wysokie cywilne odznaczenie węgierskie, przyznawane w latach 1930–1944, a także w 2001 i od 2012. Nadawane jest za wybitny wkład w dziedzinach kultury, sztuki, nauki i edukacji. Odznaczeni tworzą stowarzyszenie o charakterze kapituły orderowej, pełniąc względem węgierskiego prezydenta i premiera organ doradczy.

## Historia
Ustanowione 11 października 1930 odznaczenie, znane w Polsce pod nazwą Odznaka Węgierska Korwina (Magyar Corvin Jelvény), podzielono na trzy klasy, w tym dwie pierwsze z limitem nadań, później zwiększonym z powodu powiększenia terytorium Węgier i przeznaczone dla Węgrów:
- Łańcuch Korwina (Corvin-lánc) – maksymalnie 12 osób (15 osób od 1940), łącznie odznaczono 22 osoby;
- Wieniec Korwina (Corvin-koszorú) – maksymalnie 60 osób (80 osób od 1940), łącznie odznaczono 114 osób;
- Odznaka Honorowa Korwina (Corvin-díszjelvényt) – tylko dla cudzoziemców, łącznie odznaczono 6 osób[7].

Cały dotychczasowy system orderowo-odznaczeniowy z czasów regencji Królestwa Węgier został zlikwidowany po przejęciu władzy przez komunistów w 1946. Po zmianie ustroju w 1989 Łańcuch Korwina nie znalazł się na nowej liście odznaczeń.
Sam łańcuch w identycznej formie jak przed II wojną światową wskrzesił premier Viktor Orbán 14 sierpnia 2001 jako odznaczenie resortowe premiera, ale było to już wyróżnienie, bez dodatkowych wieńców i odznak honorowych. Odznaczono nim wówczas 12 osób, ale już rok później, po zmianie rządu na opozycyjny, kolejne nadania zostały wstrzymane.
Ponowne dojście do władzy Fideszu w 2010 pozwoliło na awansowanie Łańcucha Korwina do rangi odznaczenia państwowego, nadawanego przez węgierskiego prezydenta (ta sama nowa ustawa orderowo-odznaczeniowa z 2011 ustanowiła dodatkowo Order Honoru i odnowiła Order Świętego Stefana).
Łańcuchem Korwina może być jednocześnie odznaczonych maksymalnie 15 osób, zarówno obywateli węgierskich, jak i cudzoziemców, którzy tworzą Radę Łańcucha Korwina (Corvin-lánc Testület). Rada, po śmierci któregoś z jej członków, musi każdorazowo wyrazić zgodę na odznaczenie kolejnej osoby. Na cele statutowe rady został przekazany specjalny budynek, dawny dom premiera Istvána Tiszy.
Nazwisko wyróżnionej osoby i data wręczenia nagrody są grawerowane na rewersie medalionu łańcucha, a ten po jego śmierci jest nadawany kolejnej osobie, której nazwisko umieszcza się poniżej. Gdy brak jest już miejsca na odwrocie, wówczas medalion przekazywany jest do Węgierskiego Muzeum Narodowego, a nowy odznaczony otrzymuje nowy łańcuch, a jego nazwisko i datę graweruje się jako pierwsze.
Łańcuch Korwina jest ustawowo drugim odznaczeniem węgierskim, po Orderze św. Stefana, a przed Orderem Honoru, natomiast noszony jest w kolejności bezpośrednio po Krzyżu Wielkim Orderu Zasługi.

## Odznaczeni

### Łańcuchem Korwina
Pełna lista:
Lata 1930–1943

1930
- Albert Berzeviczy (1853–1936) historyk
- Ernő Dohnányi (1877–1960) pianista, kompozytor
- Ferenc Herczeg (1863–1954) pisarz
- Jenő Hubay (1858–1937) skrzypek, kompozytor
- Kuno Klebelsberg (1875–1932) polityk
- Sándor Korányi (1866–1944) internista
- László Ravasz (1882–1975) biskup, teolog
- Pál Teleki (1879–1941) geograf, polityk
- György Zala (1858–1937) rzeźbiarz
- Gyula Wlassics (1852–1937) prawnik

1935
- Bálint Hóman (1885–1951) historyk
- Bertalan Karlovszky (1858–1938) malarz

1937
- Árpád Károlyi (1853–1940) historyk, archiwista
- Jusztinián Serédi (1884–1945) prymas, prawnik

1938
- Tibor Verebélÿ (1875–1941) chirurg

1939
- Dezső Hültl (1870–1945) architekt
- János Melich (1872–1963) językoznawca

1940
- Artúr Balogh (1866–1951) prawnik
- Lajos Kelemen (1877–1963) historyk
- Sándor Reményik (1890–1941) poeta

1941
- János Pásztor (1881–1945) rzeźbiarz
- Gyula Rudnay (1878–1957) malarz

1942
- Antal Schütz (1880–1953) teolog

1943
- Ferenc Lehár (1870–1948) kompozytor, dyrygent

Od 2001 roku

2001
- János Balogh (1913–2002) zoolog
- Zoltán Kallós (1926–2018) etnograf
- Sándor Lámfalussy (1929–2015) ekonomista
- László Lovász (ur. 1948) matematyk
- John Lukacs (1924–2019) historyk
- Imre Makovecz (1935–2011) architekt
- István Nemeskürty (1925–2015) literat
- György Oláh (1927–2017) chemik
- Magda Szabó (1917–2007) pisarka
- Sándor Szokolay (1931–2013) kompozytor
- Ede Teller (1908–2003) fizyk
- Vilmos Zsigmond (1930–2016) operator filmowy

2012
- Zsolt Bor (ur. 1949) fizyk
- István Jelenits (ur. 1932) mnich, nauczyciel
- Zoltán Kocsis (1952–2016) pianista, dyrygent
- Éva Marton (ur. 1943) śpiewaczka operowa
- Szilveszter Vizi (ur. 1936) lekarz

2018
- Péter Huszti (ur. 1944) aktor
- Miklós Maróth (ur. 1943) orientalista
- János Martonyi (ur. 1944) polityk, dyplomata
- Melocco Miklós (ur. 1935) rzeźbiarz
- György Radda (ur. 1936) biochemik
- Zsigmond Ritoók (ur. 1929) filolog klasyczny
- Péter Sótonyi (ur. 1938) lekarz

### Wieńcem Korwina
Pełna lista:
1930
- Dávid Angyal (1857–1943) historyk
- Gizi Bajor (1893–1951) aktorka
- Lajos Bakay (1880–1959) lekarz
- Ede Balló (1859–1936) malarz
- Béla Bartók (1881–1945) kompozytor
- Kálmán Csathó (1881–1964) pisarz
- Dezső Csánki (1857–1933) historyk
- Elemér Császár (1874–1940) historyk literatury
- Sándor Domanovszky (1877–1955) historyk
- István Ereky (1876–1943) prawnik
- Lipót Fejér (1880–1959) matematyk
- Ernő Foerk (1868–1934) architekt
- Gyula Gál (1865–1945) aktor
- Oszkár Glatz (1872–1958) malarz
- Zoltán Gombocz (1877–1935) językoznawca
- Emil Grósz (1865–1941) lekarz
- Antal Hekler (1882–1940) historyk sztuki
- Farkas Heller (1877–1955) ekonomista
- Ferenc Herzog (1879–1952) lekarz
- Sándor Hevesi (1873–1939) pisarz
- Bálint Hóman (1885–1951) historyk
- János Horváth (1878–1961) historyk literatury
- Ferenc Hutÿra (1860–1934) weterynarz
- Dezső Hültl (1870–1946) architekt
- Béla Iványi-Grünwald (1867–1940) malarz
- Kálmán Kandó (1869–1931) inżynier
- Bertalan Karlovszky (1858–1938) malarz
- Árpád Károlyi (1853–1940) historyk, archiwista
- Róbert Kertész (1876–1951) architekt
- Zsigmond Kisfaludi Strobl (1884–1975) rzeźbiarz
- Zoltán Kodály (1882–1967) kompozytor
- Gyula Kornis (1885–1958) filozof
- Alajos Kovács (1877–1963) statystyk
- Jenő Kismarty-Lechner (1878–1962) architekt
- Mihály Lenhossék (1863–1937) lekarz
- Emília Márkus (1860–1949) aktorka
- János Melich (1872–1963) językoznawca
- László Négyesy (1861–1933) literat
- Ferenc Orsós (1879–1962) lekarz
- Ákos Pauler (1876–1933) filozof
- János Pásztor (1881–1945) rzeźbiarz
- Elek Petrovics (1873–1945) historyk sztuki
- Erzsi Sándor (1885–1962) artysta
- Antal Schütz (1880–1953) teolog
- Ferenc Sidló (1882–1954) rzeźbiarz
- Elek Sigmond (1873–1939) chemik
- Miklós Surányi (1882–1936) pisarz
- Béla Szabados (1867–1936) kompozytor
- Mihály Szabolcska (1861–1930) poeta
- Ferenc Székelyhidy (1885–1954) piosenkarz
- Gyula Szekfű (1883–1955) historyk
- István Szentgyörgyi (1881–1938) rzeźbiarz
- Tivadar Thienemann (1890–1985) historyk literatury
- Cécile Tormay (1876–1937) pisarka
- Tibor Verebélÿ (1875–1941) lekarz
- József Vészi (1858–1940) pisarz
- Géza Voinovich (1877–1952) historyk literatury
- Gyula Wälder (1884–1944) architekt
- Géza Zemplén (1883–1956) chemik
- Lajos Zilahy (1891–1974) pisarz

1931
- Dudits Andor (1866–1944) malarz
- Kenéz Béla (1874–1946) ekonomista

1935
- Tibor Gerevich (1882–1954) historyk
- Zsolt Harsányi (1887–1943) pisarz
- Ferenc Kiss (1892–1978) aktor
- Ferenc Molnár (1878–1952) pisarz
- Imre Révész (1889–1967) historyk kościoła
- Gyula Rudnay (1878–1957) malarz
- Kálmán Szily (1875–1958) polityk

1937
- Sándor Makkai (1890–1951) teolog, pisarz
- Gyula Németh (1890–1976) językoznawca
- Ella Némethy (1895–1961) piosenkarz
- Albert Szent-Györgyi (1893–1986) biochemik

1938
- Dénes Csánky (1885–1972) malarz
- Imre Palló (1891–1978) piosenkarz
- Ilona Tasnádi (1893–1971) aktorka
- György Vastag (1868–1946) rzeźbiarz

1939
- Vilmos Aba-Novák (1894–1941) malarz
- Irén Gulácsy (1894–1945) pisarka
- László Mécs (1895–1978) poeta

1940
- András Balázs (1869–1956) polityk
- Mária Berde (1889–1949) pisarka
- Vencel Bíró (1885–1962) historyk
- Domonkos Gyallay-Pap (1880–1970) pisarz
- Árpád Gyergyay (1881–1952) lekarz
- Lajos György (1890–1950) literaturoznawca
- János Kemény (1903–1971) pisarz, baron
- Károly Kós (1883–1977) pisarz, architekt
- György Kristóf (1878–1965) literaturoznawca
- József Nyirő (1889–1953) pisarz
- Károly Pakocs (1892–1966) pisarz
- János Scheffler (1887–1952) prawnik kościoła
- Dózsa Szilágyi (1879–1949) kaznodzieja
- Sándor Szopos (1881–1954) malarz
- Áron Tamási (1897–1966) pisarz
- Sándor Tavaszy (1888–1951) teolog, filozof
- Béla Varga (1886–1942) humanista
- Aranka Váradi (1886–1966) aktorka

1941
- Pál Angyal (1873–1949) prawnik
- Rezső Burghardt (1884–1963) malarz
- Antal Megyer-Meyer (1883–1948) artysta
- Ede Neuber (1882–1946) dermatolog
- Béla Pogány (1887–1943) fizyk
- Zoltán Szabó (1882–1944) botanik
- Imre Szentpétery (1878–1950) historyk
- István Szőnyi (1894–1960) malarz
- Lajos Tamás (1904–1984) literaturoznawca
- Gábor Vladár (1881–1972) prawnik

1942
- Emil Schimanek (1872–1955) naukowiec technik
- József Varga (1891–1956) chemik
- Ede Zathureczky (1903–1959) skrzypek

1943
- Lajos Harsányi (1883–1959) poeta
- Ferenc Lehár (1870–1948) kompozytor
- Imre Lukinich (1880–1950) historyk

### Odznaką Honorową Korwina
- Wiktor Emanuel III (1869–1947) włoski król – w wersji specjalnej, pozłacanej[7]